# 金弘一
金 弘一（キム・ホンイル、1948年1月21日 - 2019年4月20日）は、大韓民国の政治家。第15・16・17代国会議員。
金大中元大韓民国大統領の長男で、本貫は金海金氏。全羅南道木浦出身。カトリック教徒。李姫鎬は継母、金弘業、金弘傑は弟、1974年に結婚した妻は独立運動家で金九の警護室長であった尹慶彬の娘である。

## 来歴
慶熙大学校、同大学院卒業。高麗大学校大学院課程修了。1971年、民主守護全国青年学生連盟の裏の操縦者だと疑われ、中央情報部の地下室に連行され、一週間の拷問を受けたという。1972年に空軍中尉として満期除隊。1980年に金大中内乱陰謀事件に巻き込まれ、新軍部からの拷問の末、懲役3年の刑を受けた。1990年代からパーキンソン病を患っており、拷問の後遺症だと言われる。
1996年、新政治国民会議から出馬し、国会議員に初当選。2000年には新千年民主党所属で再選した。
2004年1月20日に新千年民主党から離党を宣言してから12日後の2月1日に同党に復帰した。同年の選挙では比例代表で当選した。
安相泰（元ナラ総合金融社長）から人事への口利きの依頼とともに1億5000万ウォンを授受した疑いで在宅起訴され、2006年9月28日に最高裁は懲役2年（執行猶予3年）、追徴金1億5000万ウォンの判決を下し、議員職を失った。
2009年の金大中の葬礼に現れたが、昔に比べるとかなり痩せており、車椅子生活を送ることが明らかになった。
2019年4月20日、ソウル特別市西春洞の自宅で倒れ、病院に搬送後に死亡が確認された。